# Association pour les sciences de la limnologie et de l'océanographie
L'Association pour les sciences de la limnologie et de l'océanographie (ASLO ), anciennement connue sous le nom de Limnological Society of America et American Society of Limnology and Oceanography, est une société scientifique créée en 1936 dans le but de faire progresser les sciences de la limnologie et de l'océanographie. Avec environ 4000 membres dans près de 60 pays différents, ASLO est la plus grande société scientifique au monde consacrée soit à la limnologie, soit à l'océanographie, soit aux deux.

## Publications dans des revues
ASLO publie quatre revues scientifiques :
- Limnology and Oceanography (en)
- Limnology and Oceanography Letters (en)
- Limnology and Oceanography: Methods (en)
- Limnology and Oceanography Bulletin (en)
- Limnologie et Océanographie : Fluides et Environnements

Une grande partie du contenu des revues ASLO est en libre accès. En plus de petits ateliers occasionnels, l'ASLO organise régulièrement de grandes réunions scientifiques dans le monde, notamment les réunions sur les sciences aquatiques, les réunions sur les sciences océaniques et les réunions d'été de l'ASLO. ASLO décerne cinq prix annuels en reconnaissance de l'excellence professionnelle dans le domaine. Active dans la sensibilisation et les administrations publiques liées aux sciences aquatiques et aux domaines connexes, ASLO dispose d'un comité des politiques publiques. L'ASLO est régie par un conseil d'administration élu, qui comprend deux membres étudiants avec plein droit de vote. ASLO offre à ses membres de nombreux avantages et fournit également des informations au grand public et aux éducateurs.

## Prix
L'Association des sciences de la limnologie et de l'océanographie décerne les prix suivantsː
- le prix Raymond L. Lindeman pour un article exceptionnel écrit par un jeune scientifique aquatique
- le prix G. Evelyn Hutchinson à un scientifique exceptionnel à mi-carrière en limnologie ou en océanographie
- le AC Redfield Lifetime Achievement Award pour reconnaître et honorer les réalisations majeures et à long terme dans les domaines de la limnologie et de l'océanographie
- le prix John Martin pour récompenser un article en sciences aquatiques qui est jugé avoir eu un impact important sur la recherche ultérieure dans le domaine
- le prix Ruth Patrick pour récompenser des recherches exceptionnelles en sciences aquatiques, en particulier une solution à un problème environnemental
- le prix Ramón Margalef d'excellence en éducation pour récompenser les contributions exceptionnelles à l'enseignement et au mentorat d'étudiants engagés dans les domaines de la limnologie et de l'océanographie[7],[8].
- le prix Yentsch-Schindler récompense un scientifique aquatique normalement dans les 12 ans suivant l'obtention de son diplôme terminal, pour ses contributions exceptionnelles et équilibrées à la recherche, à la formation scientifique et aux problèmes de société plus larges
- le Victoria J. Bertics Memorial Award récompense les membres de l'ASLO qui n'ont pas pu réaliser leur potentiel de carrière en raison d'un décès prématuré ou d'une invalidité
- le prix de service distingué Tommy et Yvette Edmondson pour reconnaître les membres qui ont déployé des efforts exceptionnels qui soutiennent les objectifs professionnels et améliorent la stature d'ASLO